# American Electric Power
American Electric Power Company, Inc. (AEP) ist ein großes Energieunternehmen aus den Vereinigten Staaten mit Firmensitz in Columbus, Ohio. Das Unternehmen ist im Aktienindex S&P 500 und im Dow Jones Utility Average gelistet. Das Unternehmen versorgt Teile von 11 Bundesstaaten in den Vereinigten Staaten mit Energie. Bei AEP sind rund 17.666 Mitarbeiter beschäftigt (Stand: 2017).
AEP wurde 1906 gegründet und ist in sieben geographische Regionen in seinem Geschäft unterteilt:
- AEP Ohio, entstanden aus einer Fusion der Unternehmen Ohio Power und Columbus Southern Power
- AEP Texas
- Appalachian Power, versorgt West Virginia und Virginia
- Indiana Michigan Power, Kentucky Power, Public Service of Oklahoma (PSO)
- Southwestern Electric Power Company (SWEPCO), versorgt Arkansas, Louisiana und das östliche Texas
- Wheeling Electric Power, versorgt die Region Wheeling (West Virginia)
- Kingsport Electric Power, versorgt Kingsport (Tennessee)

AEP besitzt und betreibt das Kernkraftwerk Donald Cook in der südwestlichen Ecke des US-Bundesstaates Michigan, an der Küste des Michigansees, in der Nähe der Grenze zu Indiana. Der überwiegende Teil der Erzeugung geschieht jedoch durch eine Vielzahl an Kohlekraftwerken, wegen der Emissionen dieser Kraftwerke ist das Unternehmen Ziel der Kritik von Umweltverbänden. AEP besitzt auch viele der Immobilien in der Stadt Cheshire (Ohio). Ebenso gehört AEP zu den führenden Technologieunternehmen in der Energiebranche und arbeitet an einem emissionsarmen Kohlekraftwerk.
Durch die Unterstützung des Pickens Plans, der einen Ausbau der Windenergie in Amerika vorsieht, will sich das Unternehmen an nachhaltiger Stromerzeugung beteiligen.